# 四重奏 (電視劇)
四重奏是大愛電視台「大愛真實人生劇場」系列，全劇共40集，於2003年6月28日－2003年8月7日在大愛電視《大愛劇場》時段（台灣時間每天晚上8:00）播放。2004年林嘉俐以陳寶蓮演出角色榮獲第39屆金鐘獎『戲劇類女配角獎』

## 演員
- 檢場-陳有財
- 楊麗音-陳母阿緞
- 柯淑勤-陳美裡
- 陳霆-沈俊英，陳美裡的先生
- 楊貴媚-陳美月
- 孫鵬- 秦基雄，陳美月的先生秦基雄
- 林嘉俐-陳寶蓮
- 許翠雪-（少年）
- 吳鈴山-秦良雄，陳寶蓮的先生秦良雄
- 楊淇- 陳雪子
- 林信佑-簡文吉，陳雪子的先生
- 洪瑞襄-陳滿
- 何豪傑-廖松德，陳滿的先生
- 陳淑芳-秦基雄的媽媽，陳美月的婆婆
- 林乃華-阿緞母親
- 洪瑞霞-陳有財的後母
- 邱秀敏-簡文吉的媽媽，陳雪子的婆婆
- 謝月霞-廖松德的媽媽，陳滿的婆婆
- 李波-簡文吉的爸爸，陳雪子的公公
- 鄧安寧-龐先生，美月的相親對象

## 製作團隊
- 監製：龐宜安
- 製作人：陳慧玲、林玉清
- 編審：陳穎君
- 編劇：溫怡惠
- 片頭尾音樂：洪筠惠
- 副導：廖斐鴻
- 導演：鄧安寧
- 執行製作：張誌偉
- 製作：群之噰傳播

## 相關連結
- YouTube大愛網路劇場－四重奏